# 長者咭計劃

長者咭計劃標誌

長者咭計劃為香港社會福利署於1994年4月開始推行的長者福利措施，目的是推動香港市民尊敬及關懷長者，以及為長者提供一個普遍獲得承認的年齡證明，以方便他們享用政府部門、公共運輸機構及各商號提供的優惠票價、折扣和優先服務。

## 申請條件
凡年滿65歲的香港居民均符合申請資格。領取首張長者咭的費用全免；但補領則需繳付費用（現時的收費是港幣22元）。咭主並不需要按年更換新咭。
長者咭發出和計劃的運作，均由香港社會福利署轄下的長者咭辦事處負責。

## 評價

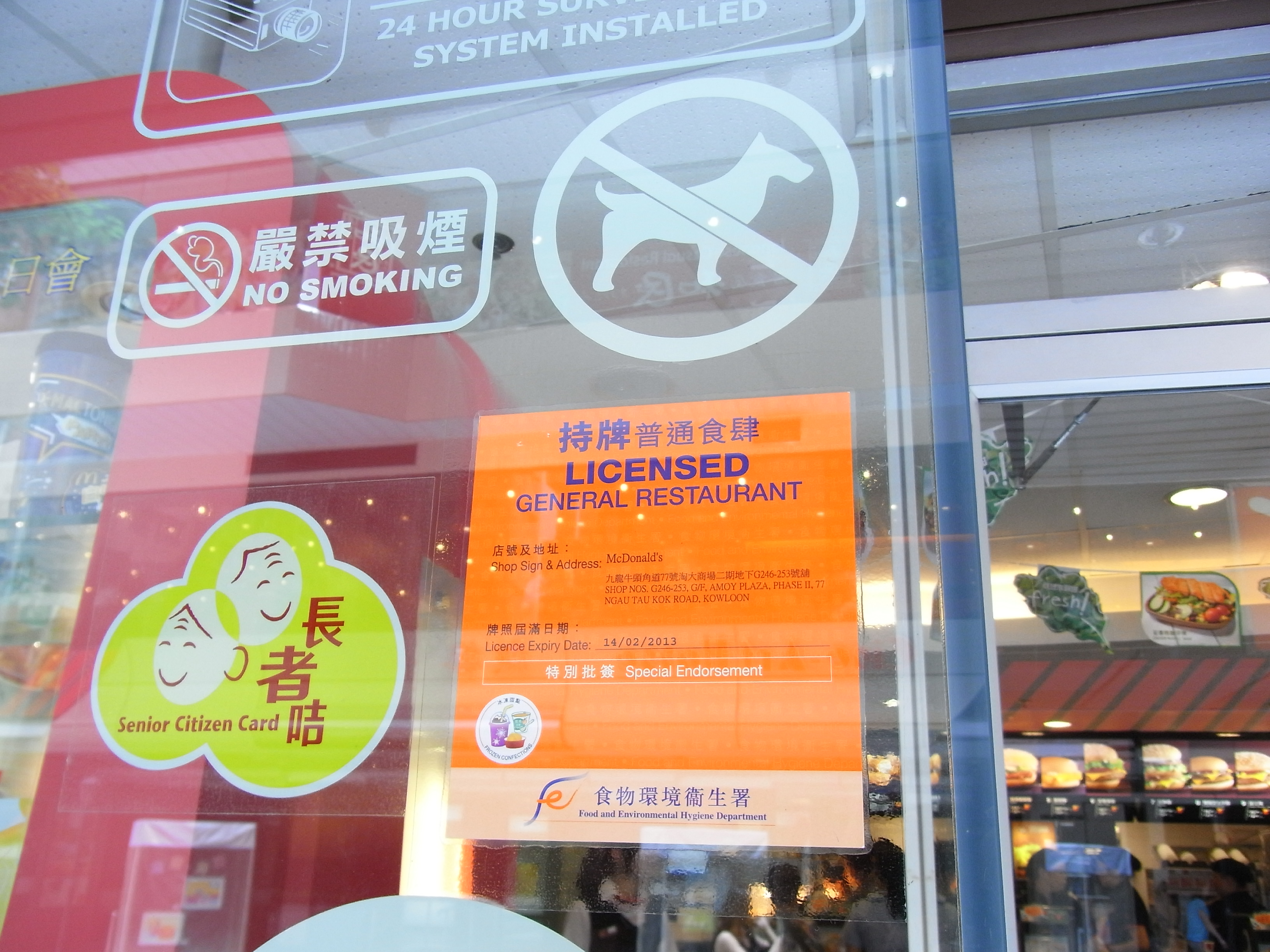
香港食肆歡迎使用長者卡

- 長者咭只提供服務優惠或購物折扣，大部分都要先消費才得到優惠；然而，並非每名長者都有閒錢作消費娛樂。
- 長者咭計劃提供的優惠以旅遊公司的優惠佔最多數，以減收團費為主，減幅約10元至100元；而短線低價團方面，普遍不提供長者優惠，實用性低。
- 長者咭計劃提供的部分優惠如：預訂骨灰靈位八折、學費七至八折、校服公司九折、卡拉OK人頭費減半、歷奇訓練活動九折等，這些都並非一般長者能夠或樂意享受的。[2]

- 部份長者不懂認字，對理解長者咭提供優惠的商店名字和優惠條件有困難。[3]

- 現時長者須年滿65歲才可申請長者咭，但香港的僱主普遍將員工的退休年齡定為60歲，導致部分不合資格申領綜援的長者，在60歲退休後的數年內不能享有政府部門、公共機構及商號提供予長者咭持有人的各項優惠。[4]

## 外部連結
- 香港特別行政區政府 社會福利署 長者咭計劃 （页面存档备份，存于）